# San Pedro (Montes de Oca)
San Pedro es el primer distrito y cabecera del cantón de Montes de Oca, en la provincia de San José, de Costa Rica. En esta ciudad se ubica la Universidad de Costa Rica, así como otras instituciones de enseñanza superior tales como la Universidad Latina. 

## Toponimia
El nombre del distrito proviene en honor al apóstol Simón Pedro, patrono del distrito de San Pedro y de la Iglesia de San Pedro Apóstol, localizada en el centro del distrito.
Anteriormente, cerca del año 1700, el distrito era conocido como Santiago de la Granadilla, pero el nombre es cambiado a San Pedro del Mojón. Este nombre proviene del llamado mojón geográfico que delimitaba al distrito de San Pedro con el cantón de San José.

## Historia
En 1835, transcurre en Costa Rica la Guerra de La Liga, la segunda guerra civil de Costa Rica, como Estado miembro de la República Federal de Centro América, y cuyo detonante inmediato fue la derogación de la Ley de la Ambulancia. En el sitio donde hoy está ubicado el parque John F. Kennedy, se originó una escaramuza como consecuencia de los acontecimientos de esta Guerra Civil.
A principios del siglo XX se construye el edificio La Mazorca, la primera escuela de San Pedro de Montes de Oca, desde 1908 hasta 1940. Dicho inmueble constituye un hito urbano e histórico.
El 2 de agosto de 1915, se funda el Cantón de Montes de Oca bajo el decreto de Ley n.º 45, durante la administración de Alfredo González Flores. El mismo día se declara a la Villa de San Pedro, cabecera del cantón recién creado, como Ciudad.

## Ubicación
Se ubica en el oeste del cantón y limita al norte con el distrito de Mercedes, al oeste con el cantón de San José, al sur con el cantón de Curridabat y al este con los distritos de Sabanilla y San Rafael.

## Geografía
San Pedro cuenta con un área de 4,74 km² y una altitud media de 1205 m s. n. m.

## Demografía
Para el año 2022, San Pedro cuenta con una población estimada de 23 774 habitantes, y para el último censo efectuado, en 2011, San Pedro contaba con una población de 23 977 habitantes.

## Localidades
- Barrios: Alhambra, Azaleas, Carmiol, Cedral (comparte con Curridabat), Collados del Este, Dent (parte), El Pinto, Francisco Peralta (comparte con San José), Fuentes, Gazel, González Flores, Granja, Kezia, La Granja, Lidia, Los Yoses (comparte con San José), Lourdes, Lugano, Monterrey, Nadori, Oriente, Pinto, Prados del Este, Roosevelt, San Gerardo (comparte con San José), San Pedro (centro), Santa Marta (comparte con Curridabat), Saprissa, Torreón, Vargas Araya, Yoses.

## Economía
La ciudad de San Pedro cuenta con varios centros comerciales, más notablemente el Mall San Pedro, uno de los primeros centros comerciales de grandes dimensiones en Costa Rica; el segundo centro comercial más grande es el Outlet Mall, ubicado sobre la iglesia de San Pedro Apóstol.

## Cultura

### Educación

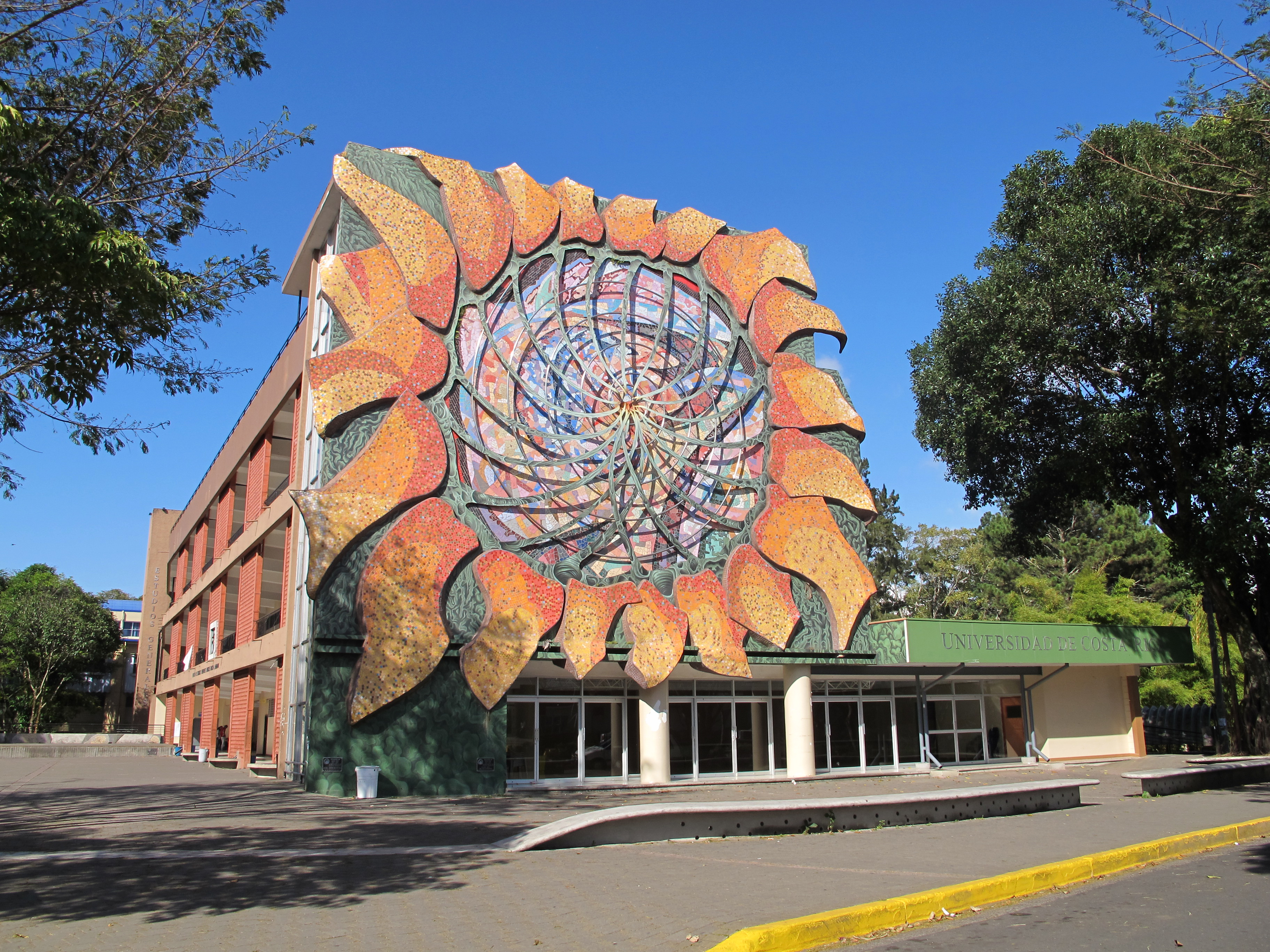
Edificio de Estudios Generales de la Universidad de Costa Rica, en San Pedro.

Ubicadas propiamente en el distrito de San Pedro se encuentran los siguientes centros educativos:
- Escuela Dante Alighieri
- Escuela Franklin Delano Roosevelt
- Escuela de Barrio Pinto
- Escuela de Santa Marta
- Sunview Elementary School
- Liceo José Joaquín Vargas Calvo
- Colegio Científico de San Pedro
- Colegio Calasanz
- Colegio Monterrey
- Colegio Mont Berkeley International
- Colegio San Lorenzo
- Escuela Monterrey
- Escuela Nueva Laboratorio

### Sitios de interés
- Ciudad Universitaria Rodrigo Facio, de la Universidad de Costa Rica (UCR)
  - Calle de la Amargura, conocida por sus numerosos bares y restaurantes para los estudiantes.
- Corte Interamericana de Derechos Humanos (CIDH)
- El antiguo higuerón, es un reconocido punto de referencia en el distrito (9°55′51″N 84°02′48″O / 9.93086, -84.04657). El nombre se debe a un árbol de higuerón que por más de medio siglo se ubicó en el punto, el cual cayó por cuenta propia el domingo 12 de mayo de 1991. En la década de los 2000 un nuevo árbol de higuerón, pero de diferente especie, fue sembrado en el mismo punto.[8]
- Fuente de La Hispanidad
- Mall San Pedro
- Municipalidad de Montes de Oca
- Outlet Mall
- Parque John F. Kennedy
- Parroquia San Pedro Apóstol
- Plaza Máximo Fernández

## Transporte

### Carreteras
Al distrito lo atraviesan las siguientes rutas nacionales de carretera:
- Ruta nacional 2
- Ruta nacional 39
- Ruta nacional 202
- Ruta nacional 203
- Ruta nacional 306

### Ferrocarril

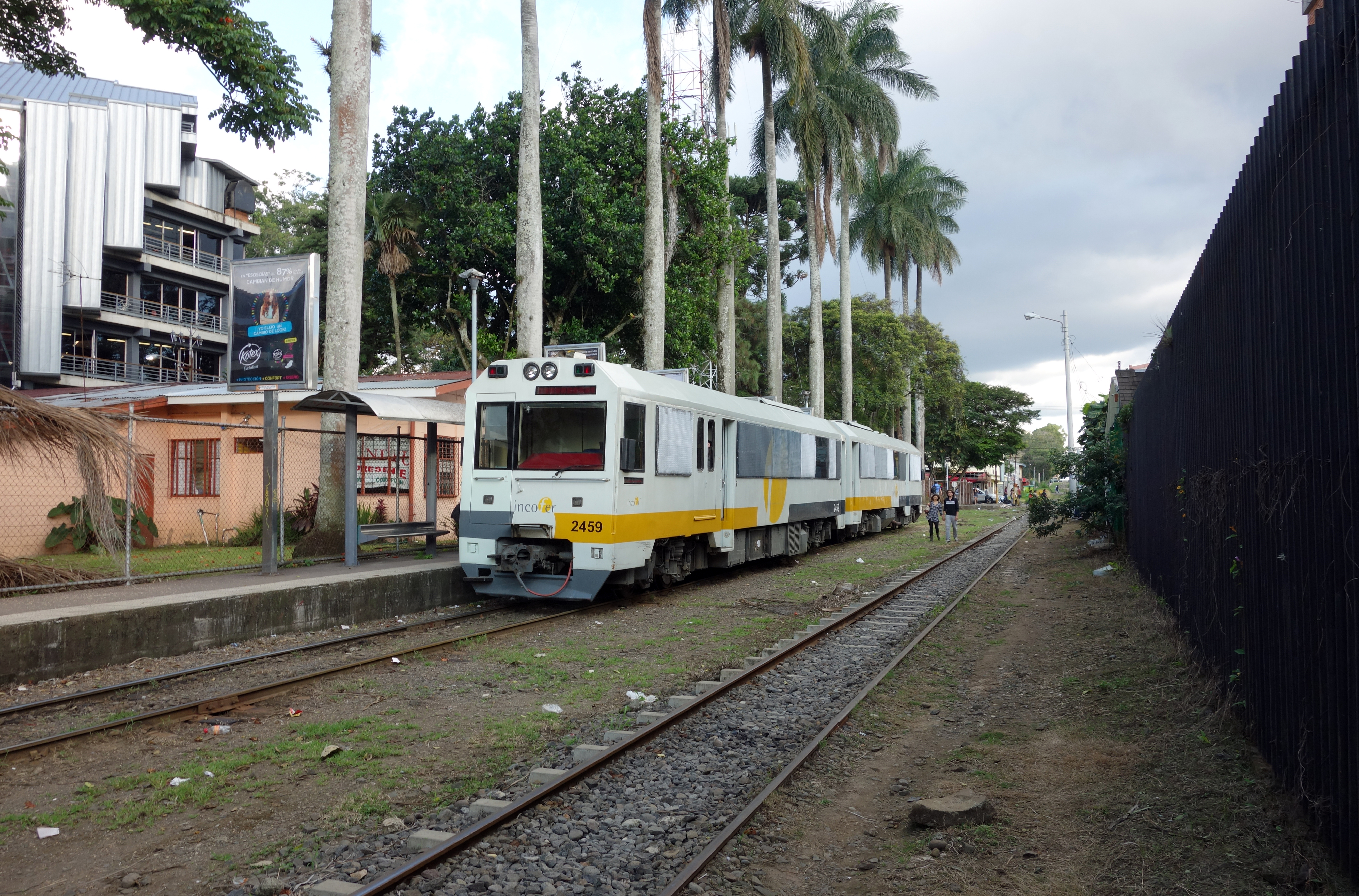
Tren urbano en San Pedro.

El Tren Interurbano administrado por el Instituto Costarricense de Ferrocarriles, atraviesa este distrito.

## Concejo de distrito
El concejo de distrito de San Pedro vigila la actividad municipal y colabora con los respectivos distritos de su cantón. También está llamado a canalizar las necesidades y los intereses del distrito, por medio de la presentación de proyectos específicos ante el Concejo Municipal. El presidente del concejo del distrito es el síndico propietario de la Coalición Gente de Montes de Oca, Jorge Espinoza.
El concejo del distrito se integra por:
| #                       | Partido                          | Nombre                                                 |
| Síndico propietario     | Síndico propietario              | Síndico propietario                                    |
| ----------------------- | -------------------------------- | ------------------------------------------------------ |
| 1                       | Coalición Gente de Montes de Oca | Jorge Espinoza Camacho                                 |
| Síndico suplente        |                                  |                                                        |
| 2                       | Coalición Gente de Montes de Oca | María José Lara Cordero                                |
| Concejales propietarios |                                  |                                                        |
| 3                       | Coalición Gente de Montes de Oca | Priscilla Madrigal Céspedes                            |
| 4                       | Coalición Gente de Montes de Oca | Jimmy Alonso Cubillo Steller                           |
| 5                       | Partido Liberación Nacional      | Sonia Corrales García (CC.Nydia María Corrales Garcia) |
| 6                       | Partido Liberación Nacional      | Mariela Céspedes Pol                                   |
| Concejales suplentes    |                                  |                                                        |
| 7                       | Coalición Gente de Montes de Oca | Rosa Elena Sandí Martínez                              |
| 8                       | Coalición Gente de Montes de Oca | Alberto Negrini Vargas                                 |
| 9                       | Partido Liberación Nacional      | Saulo Quirós Acuña                                     |
| 10                      | Partido Liberación Nacional      | Guiselle Barrantes Aguilar                             |